# Bacino del Viljuj
Il bacino del Viljuj (russo Вилюйское водохранилище, Viljujskoe vodochranilišče) è un lago artificiale nella Russia siberiana centro-orientale (Repubblica Autonoma della Jacuzia), formato dal fiume Viljuj in seguito alla realizzazione di uno sbarramento nei pressi della cittadina di Černyševskij.
Risalente agli anni 1965-1967, si estende per 1.200 km² interessando anche la parte terminale del corso del fiume Čona, allungandosi per circa 400 km a monte della diga; il volume delle sue acque è di circa 9,7 km3